# Octavus Roy Cohen
Octavus Roy Cohen (26 de junio de 1891 – 6 de enero de 1959) fue un dramaturgo, guionista y autor de nacionalidad estadounidense, cuya carrera dedicó principalmente a la novela policíaca.

## Biografía
Nacido en Charleston, Carolina del Sur, en el seno de una familia de origen judío, finalizada su educación secundaria en la Academia Militar Porter cursó estudios superiores en la Universidad Clemson. Tras obtener sus títulos, durante un breve tiempo trabajó como ingeniero civil (1909-1910) y periodista (1910-1913, en los departamentos editoriales del Birmingham Ledger, el Charleston News and Courier, el Bayonne Times, y el Newark Morning Star), a la vez que preparaba su ingreso en el Colegio de Abogados de Carolina del Sur. A partir de ese momento ejerció la abogacía, actividad que abandonó a los dos años para consagrarse por entero a la escritura a partir de 1915.
Autor prolífico, comenzó su carrera literaria en 1913 con la publicación de relatos en revistas de gran tirada. Hasta su muerte publicó más de cuatrocientas cincuenta historias, algunas de las cuales fueron publicadas en colecciones. Pertenecientes principalmente al género policíaco, a menudo describían en entorno urbano de la población negra del Sur de Estados Unidos, y se hicieron populares las publicadas por él en The Saturday Evening Post. Octavus Roy Cohen fue uno de los primeros autores americanos en abordar la realidad de los conflictos internos de la comunidad negra, a pesar de que frecuentemente utilizó estereotipos, clichés y efectos cómicos asociados a los presuntos errores de lenguaje de ese grupo racial. Cerca de un centenar de cuentos fueron protagonizados por el héroe Florian Slappey, el « gentleman de color » de Alabama, siempre vestido de punta en blanco. Alto, delgado y agudo, este dandy, que solo bebía agua, en ocasiones se transformaba en un formidable detective aficionado.
La carrera novelística de Cohen comenzó en 1917 con The Other Woman, una obra policíaca escrita en colaboración con John Ulrich Giesy. Fue su segunda novela, The Crimson Alibi (1919), que escribió solo, el que le dio la notoriedad, con una adaptación al teatro escrita en ese mismo año, que tuvo un gran éxito. La novela era protagonizada por el pequeño detective privado David Carroll, que apareció en otros tres libros. 
Sus whodunits, de factura clásica, tenían enigmas a menudo entremezclados con tramas sentimentales, y tenían lugar habitualmente en los círculos de la alta burguesía americana. 
Además escribió una docena de novelas no policíacas, algunas obras teatrales y numerosos guiones para cortometrajes mudos. Algunos de sus relatos fueron adaptados al cine.
Octavus Roy Cohen falleció en 1959 en Los Ángeles, California, a causa de un accidente cerebrovascular. Fue enterrado en el Cementerio Forest Lawn Memorial Park de Glendale (California).

## Obra literaria

### Novelas

#### Serie deDavid Carroll
- The Crimson Alibi (1919)
- Gray Dusk (1920)
- Six Seconds of Darkness (1921)
- Midnight (1922)

#### Serie deJim Hanvey
- The May Day Mystery (1929)
- The Backstage Mystery o Curtain at Eight (1930)
- Star of Earth (1932)

#### Serie deMax Gold
- Danger in Paradise (1945)
- Love Has No Alibi (1946)
- Don’t Ever Love Me (1947)

#### Serie delTeniente Marty Walsh
- My Love Wears Black (1948)
- More Beautiful Than Murder (1948)
- A Bullet for My Love (1950)

#### Serie deEpic Peters
- Epic Peters, Pullman Porter (1930)
- Transient Lady (1934)

#### Otras novelas policíacas
- The Other Woman (1917)
- The Iron Chalice (1925)
- The Outer Gate (1927)
- Child of  Evil (1936)
- I Love You Again o There’s Always Time to Die (1937)
- East of Broadway (1938)
- Strange Honeymoon (1939)
- Romance in Crimson o Murder in Season (1940)
- Lady in Armor (1941)
- Sound of Revelry (1943)
- Romance in the First Degree (1944)
- Dangerous Lady (1946)
- The Corpse That Walked (1951)
- Lost Lady (1951)
- Love Can Be Dangerous o The Intruder (1955)

#### Novelas no policíacas
- Polished Ebony (1919)
- Sunclouds (1924)
- The Other Tomorrow (1927)
- The Light Shines Through (1928)
- Spring Tide (1928)
- The Valley of Olympus (1929)
- Lilies of the Alley (1931)
- Scarlet Woman (1934)
- Back to Nature (1935)
- With Benefit of Clergy (1935)
- Kid Tinsel (1941)
- Borrasca (1953)

### Cuentos

#### Cuentos de la serieFlorian Slappey
- Come Seven (1920)
- Florian Slappey Goes Abroad (1928)
- Carbon Copies (1932)
- Florian Slappey (1938)

#### Cuentos de la serieJim Hanvey
- Jim Hanvey, Detective (1923)
- Detours (1927)
- Scrambled Yeggs (1934)

#### Otras selecciones de cuentos
- Highly Colored (1921)
- Assorted Chocolates (1922)
- Dark Days and White Knights (1923)
- Bigger and Blacker (1925)
- Black and Blue (1926)
- Cameos (1931)

#### Cuento de la serieDavid Carroll
- Gray Dusk (1919)

#### Cuentos de la serieFlorian Slappey
- Pool and Genuwine (1919)
- The Amateur Hero (1919)
- Tempus Fugits (1919)
- Backfire (1919)
- Then Fight That Failed (1919)
- Auto-Intoxication (1919)
- All’s Swell That Ends Swell (1919)
- Mistuh Macbeth (1920)
- Noblesse Obliged (1920)
- Bird of Pray (1920)
- H2O Boy! (1921)
- The Evil Lie (1921)
- Chocolate Grudge (1921)
- Music Hath Charms (1921)
- The Widow’s Bit (1922)
- Presto Change! (1922)
- Focus Pokus (1922)
- His Bitter Half (1923)
- The Lady Fare (1924)
- Double Double (1924)
- The Bathing Booty (1924)
- A Little Child (1924)
- Inside Inflammation (1924)
- The Framing of the Shrew (1924)
- Blackmale (1925)
- Damaged Good (1925)
- Jazz You Like It (1925)
- A Bounce of Prevention (1925)
- Marcy, Monsieur! (1926)
- The Bay of Naples (1926)
- Horns Aplenty (1926)
- Trés Sheik (1926)
- Low But Sure (1926)
- Ham and Exit (1926)
- Mate in America (1927)
- Stew’s Company (1927)
- Sell Shock (1927)
- Insufficient Fun (1927)
- The Trained Flee (1927)
- Seventh ’Leven (1927)
- Honestly It’s the Best Policy (1928)
- The Sprinting Press (1928)
- Money for Sooth (1928)
- Black Beauty (1928)
- A Toot for a Toot (1928)
- Brooch of Contract (1928)
- Meddle Play (1928)
- After the Football Was Over (1929)
- Dark and Dreary (1929)
- The Day of Daze (1929)
- The Permanent Waive (1929)
- The Slappeyan Way (1929)
- Cut and Dried (1929)
- Sizzling Sadie (1929)
- 5000 Feet Make One Smile (1930)
- The Party of the Worst Part (1930)
- The Loan Wolf (1930)
- Vanity’s Fare (1930)
- Custard’s Last Stand (1930)
- Step Brothers (1930)
- Two for One (1930)
- Among Those Presents (1931)
- Fly Paper (1931)
- Snakes Alive (1931)
- Wedding Bills (1931)
- Hoodoo and Who Don’t (1931)
- Silk and Satan (1931)
- Rolling Bones (1932)
- Net Profits (1932)
- Mardi Gratis (1932)
- Auto Motive (1933)
- Deft and Dumb (1933)
- Daylight Slaving (1933)
- The Muchright Man (1934)
- Fast Blacks (1934)
- Sauce for the Dander (1935)
- A Lie for a Lie (1935)
- Way Up North in Dixie (1936)
- Personal Appearance (1936)
- The Fatted Half (1937)
- The Mystery of the Missing Wash (1938)
- The Malady Lingers On (1938)
- Alter Ego (1939)
- Two-Gun Slappey Rides Again (1939)
- Slappey-Go-Lucky (1940)
- A Grapple a Day (1941)
- Slappey Days Are Here Again (1944)
- Ultra Violent (1945)
- Profit Without Honor (1945)
- Florian Slappey—Private Eye (1950)

#### Cuentos de la serieAvocat Chew
- Poppy Passes (1919)
- Not Wisely But Too Well (1919)
- The Quicker the Dead (1919)
- Here Comes the Bribe (1920)
- Bass Ingratitude (1924)
- Barberous (1925)
- On with the Lance (1925)
- The Claws in the Contract (1926)

#### Cuentos de la serieJim Hanvey
- Fish Eyes (1922)
- Homespun Silk (1922)
- Common Stock (1922)
- Helen of Troy, N.Y. (1922)
- The Law and the Profits (1923)
- The Birth of a Notion (1923)
- Pink Bait (1923)
- The Knight’s Gambit (1923)
- Caveat Emptor (1923)
- Buyer’s Risk (1924)
- Free and Easy (1926)
- Detective Hanvey Pays a Midnight Call (1926)
- Jim Hanvey Intervenes (1926)
- The Frame-Up (1928)
- As the Twig Is Bent (1928 )
- In the Bag (1931)
- Scrambled Yeggs (1931)
- A Gentleman for a Night (1931)
- A Diamond Setting (1932)
- Cold Cash (1932)
- High Seize (1934)
- Magnificent Liar (1934)
- Double Jeopardy (1957)

#### Cuentos de la serieMax Gold
- Danger in Paradise (1944)
- Don’t Ever Love Me (1946)

#### Cuentos de la serieLieutenant Marty Walsh
- My Love Wears Black (1947)
- More Beautiful Than Murder (1948)
- A Bullet for My Love (1949)
- Let Me Kill You Sweetheart (1953)
- The Bridal-Night Murder (1956)

#### Cuentos de la serieEpic Peters
- Traveling Suspenses (1924)
- Transportation Only (1924)
- The Epic Cure (1924)
- The Porter Missing Men (1927)
- Bearly Possible (1928)

#### Cuentos no pertenecientes a series
- Fifty to One (1913)
- The Charity Overcoat (1913)
- The Turn of the Tide (1914)
- The Girl Who Didn’t Care (1914)
- On the Rebound (1914)
- Bonehead Jenks (1914)
- The Crab (1914)
- A Heart in Mask (1914)
- The Heart of the Shadow (1914)
- The Queen’s Mandate (1914)
- The Way of Least Resistance (1914)
- A Spectre from the Past (1914)
- The Net (1914)
- Isles of the Purple Drift (1914)
- Crossing the Signals (1914)
- Cross Currents (1914)
- The Matrimonial Motor (1914)
- Connor’s Squeeze Play (1914)
- The Other Man (1914)
- Honors of War (1914)
- The Cleverest Man (1914)
- If (1914)
- The Jailbird (1914)
- The Rat (1914)
- For Love of Sheila (1914)
- The Gentleman (1914)
- The Master Spy (1914)
- “Unto Others” (1914)
- The Iron Man (1915)
- The Long Straw (1915)
- The Bone of Contention (1915)
- Backgrounds (1915)
- The Indian Sign (1915)
- Tentacles (1915)
- Advantage In (1915)
- The Infernal Triangle (1915)
- Plus (1915)
- The Greater Love (1915)
- The Rack (1915)
- Red Tape (1915)
- The Good Little Man (1915)
- Jinx Insurance (1915)
- The Other Woman (1915)
- Common Sense (1915)
- Iron (1915)
- The Man of Ice (1915)
- The Negative Quantity (1915)
- The Occult Ring (1915)
- “Register Love!” (1915)
- His Fatal Beauty (1915)
- Mighty Good Pals (1915)
- A Plunge into Bohemia (1915)
- The Clown (1915)
- “He Understood Wimmin” (1915)
- At the Winning Line (1915)
- Free Love (1915)
- The Finger of Suspicion (1915)
- Knockout Nolan (1915)
- The Road of Doubt (1915)
- The Brute (1915)
- Love Law (1915)
- Guess Again (1916)
- The Crookedness of Magruder (1916)
- Nothing But the Truth (1916)
- Young Romance (1916)
- The Voice in the Night (1916)
- Wickedness! (1916)
- Jum-Jums (1916)
- The Pest (1916)
- Thoroughly Feminine (1916)
- The Siren (1916)
- The Acid Test (1916)
- The Bigger Thing (1916)
- Faint Heart and Fair Lady (1916)
- Confidence (1916)
- The Treasure on Carejas (1916)
- Double Play (1916)
- According to Orders (1916)
- The Lady in the Case (1916)
- The Capture (1916)
- Solid Ivory (1916)
- Three’s a Crowd (1916)
- Woman Proposes (1916)
- The Reckless Age (1916)
- Fame and Fortune (1916)
- The Runt (1916)
- Mary and the Misanthrope (1916)
- One Queen and a Pair of Kings (1916)
- The Pep Destroyer (1916)
- In the Face of Defeat (1916)
- Absolution (1916)
- The Perfect Victory (1916)
- To Escape (1916)
- The Poor Working-Girl (1916)
- Comedy (1916)
- The Pearl Necklace (1916)
- Just to Be Human! (1916)
- The Matrimaniac (1916)
- The Crucial Test (1916)
- The Parasite (1916)
- Adventure (1917)
- Cinderella of the Two-a-Day (1917)
- The Man Behind the Gun (1917)
- Flowering Genius (1917)
- The Inevitable Conclusion (1917)
- Mixed Quartette, or, Love Behind the Footlights (1917)
- The Crack of the Whip (1917)
- “Thanks for Your Kind Applause” (1917)
- Its Own Reward (1917)
- Partners (1917)
- To the Unknown (1917)
- The Double-column Courtship (1917)
- The Innocent Bystander (1917)
- The Avenger (1917)
- Pro Patria (1917)
- Safety Last (1917)
- His Guardian Angel (1917)
- The House in the Mist (1917)
- A Question of Gameness (1917)
- The Carmody Cup (1917)
- “Thou Shalt Not Squeal” (1917)
- The Shadow of Doubt (1917)
- Turning the Tables (1917)
- The Spider and the Flies (1917)
- A Raise of Salary (1917)
- The Professional Affinity (1917)
- The Grub Steak (1917)
- The Will to Power (1917)
- Fair Play (1917)
- The Dub (1917)
- The Sport of Kings—and Queens (1917)
- Two Cents’ Worth of Humaneness (1917)
- Good Night! (1918)
- Moon Mad (1918)
- So This Is Cedarhurst! (1918)
- Troubled Waters (1918)
- Mister Vampire (1918)
- Sour Sugar (1918)
- Art for Eat’s Sake (1918)
- The Twenty-First of May (1918)
- The Triple Cross (1918)
- The Morning After (1918)
- One Crook Too Many (1918)
- The Light of Understanding (1918)
- The Mutual Wife (1918)
- Mind Over Matter (1918)
- The Seldom Kid (1918)
- The Comedian (1918)
- Straight Sets (1918)
- Rosabel—Kidnaper (1918)
- The Stroke of an Oar (1918)
- The End of the Trail (1918)
- The Road to the Front (1918)
- Greek and Greek (1918)
- Quick Curtain (1918)
- A Pair of Sir Galahads (1918)
- The Missing Clink (1918)
- Off the Griddle (1918)
- Bucking Up Rupert (1918)
- Mum’s the Word (1918)
- The Prettiest Girl in the City (1918)
- The Conquest of Cora (1918)
- A Successful Failure (1919)
- The House of Silence (1919)
- Forbidden Fruit (1919)
- He Wondered Why (1919)
- Second Choice (1919)
- A House Divided (1919)
- All That Glitters (1919)
- Painless Extraction (1919)
- Without Benefit of Virgie (1919)
- The Unsuspecting Suspects (1919)
- Alley Money (1919)
- The Baboon’s Sister (1919)
- Twinkle, Twinkle, Movie Star (1919)
- The Trump Card (1919)
- Soul of the Fiddle (1919)
- The Light Bombastic Toe (1919)
- A June-Time Cavalier (1919)
- Vampire Stuff (1919)
- Cock-A-Doodle-Doo! (1919)
- The Fourth Dimension (1919)
- The Survival of the Fattest (1919)
- The Red Shock (1919)
- The National Bird (1920)
- The Ultima Fool (1920)
- The Night-Blooming Serious (1920)
- Gravey (1920)
- The Last Inning (1920)
- Rough Stuff (1920)
- The Tee That Binds (1921)
- Oft in the Silly Night (1921)
- The End of the Rainbow (1921)
- Follow Through (1921)
- Tenementality (1921)
- Reaction (1921)
- The Buzzard (1922)
- The Scarlet Wraith (1922)
- 99% Pure 1922
- Then There Were Nine (1922)
- The Bent Twig (1922)
- One Half Dozen Raw (1922)
- To Have and Toe Hold (1922)
- The Melancholy Dame (1922)
- A Comedy of Terrors (1922)
- Tragedy (1922)
- Far Better Than Worse (1923)
- The Pay-Off (1923)
- Swampshade (1923)
- Plain Black on White (1923)
- A Pound of Cure (1923)
- The Late Lamented (1923)
- The Wild and Wooly Vest (1923)
- The Berth of Hope (1924)
- Ride ’Em and Weep (1924)
- The Question Mark (1924)
- Trunk and Disorderly (1924)
- The Carmondy Cup (1924)
- Every Little Movie (1924)
- Interlude (1924)
- White Lights and Amber (1924)
- The Lion and the Uniform (1925)
- The Case Ace (1925)
- Write and Wrong (1925)
- Miss Directed (1925)
- Blue Steel (1925)
- To Love and to Honor (1925)
- Black Max (1925)
- Plumes and Sable (1925)
- A Lass and a Lack (1925)
- The Last White Line (1925)
- Endurance Vile (1925)
- Journey’s End (1926)
- Skin and Groans (1926)
- Two Pairs-Joker Wild (1926)
- The Call of the Riled (1926)
- Cash and Carrie (1926)
- Measure for Pleasure (1926)
- Halfwit (1926)
- The Light Shines Through (1926)
- Battle Scared (1926)
- Neapolitan Scream (1926)
- The Battle of Sedan (1926)
- A Story Without Drama (1926)
- Roller Coaster (1926)
- Awakening (1927)
- Between Halves (1927)
- The Hustler (1927)
- Crude Interest (1927)
- The Constant Light (1927)
- The Pull by the Horns (1927)
- The Feud in Hell’s Kitchen (1927)
- The Iron Heritage (1927)
- The Day of Sorrow (1927)
- Blah! Blah! Black Sheep (1927)
- Idles of the King (1927)
- Airs and Assigns (1927)
- Hearts and Glowers (1927)
- His Name in Lights (1927)
- Double or Nothing (1927)
- Less Majesty (1927)
- Shadows on the Moon (1928)
- The Wild Man (1928)
- Silver Fox (1928)
- Requital (1928)
- Marriage Limited (1928)
- Ball One - Strike One (1928)
- Man-Eater (1928)
- The New Deal (1928)
- Cabaret (1928)
- Violent Ray (1928)
- White Gold (1929)
- Haven (1929)
- Congealed Weapons (1929)
- Five Aces and a Kicker (1929)
- Up from the Roof (1929)
- The Leased of These (1929)
- The Fifty-Cent Peace (1929)
- Rough Passage (1929)
- Marco Himself (1929)
- 10,000 Pictures Can’t Be Wrong (1929)
- The End of the Circle (1929)
- Sunrise (1930)
- Troupers (1930)
- Picture Framed (1930)
- Comin’ Through the Sky (1930)
- Supe & Fish (1930)
- The Diamond Cleek (1930)
- Nuts and Reasons (1930)
- Bout Face (1930)
- Cross and Double-Cross (1930)
- Assault and Battery (1930)
- The Woman Plays (1930)
- Ball and Jane (1930)
- Ten and Out (1931)
- Lemon Aid (1930)
- Fish and Tackle (1931)
- Not on the Menu! (1931)
- The Hollywood Bridal-Night Murder (1931)
- According to Customs (1932)
- Nevermore (1932)
- Double Sixes (1932)
- Night Howls (1932)
- The Knight’s Errand (1932)
- Hearts and Clubs (1932)
- The Whites of Their Lies (1932)
- The Wrong Man (1932)
- Grandstand Stuff (1932)
- A Stitch in Time (1932)
- Last Hurdle (1933)
- A Night and a Lady (1934)
- Too Many Crooks (1934)
- Tough Guy (1934)
- Alibi and the Forty Thieves (1934)
- With This Ring (1934)
- Love in Storage (1934)
- Ringing the Changes (1934)
- Wife in Fame Only (1935)
- Lone Hand (1935)
- There’s Always a Next Time (1935)
- Nearly Beloved (1935)
- The Tragic Affair at the Inn (1935)
- Willie the Wisp (1935)
- Words and Music (1936)
- A Lady May Kiss (1936)
- Accent on You! (1936)
- Timid Man’s Test (1937)
- Blondy (1937)
- The Fist Shall Be Last (1937),
- Scars Fell on Alabama (1937)
- Birthday (1937)
- The Wrong Thing (1938)
- Escape (1938)
- A Very Smart Wife (1938)
- Honeymoon (1938)
- Buck Warren’s Son (1939)
- Letters from Yesterday (1939)
- Nocturne in Blue (1939)
- You Can’t Help Love (1940)
- Spring Training (1940)
- Light in the Window (1940)
- More Than This Life (1941)
- Information Flees (1941)
- Divided by Two (1941)
- Masquerade in Miami (1942)
- Horse and Buggy Daze (1942)
- Lady in Uniform (1942)
- Two Beers (1942)
- Black Booty (1943)
- Ten Per Cent of Something (1943)
- Melody in 4-F (1944)
- The Wild Man of Birmingham (1945)
- Black Max (1948)
- The Two Silly, Sensible People (1949)
- ’Til We Love Again (1949)
- Anniversary (1949)
- Where There’s Smoke (1949)
- Mind Over Muscle (1950)
- Dead Reckoning (1950)
- Bachelor Husband (1951)
- I’ll Never Marry a Cop (1951)
- Never Too Late (1951)
- Love Can Be Horrible (1951)
- Challenge Accepted (1952)
- Always Trust a Cop (1952)
- The Party Began with Murder (1952)
- The Question Mark (1953)
- Let Me Kill You Sweethheart (1953)
- Report from the Dean (1954)
- The Midway Murder (1954)
- Sweet Music and Murder (1955)
- The Buzzard (1958)

### Teatro
- The Crimson Alibi (1919)
- The Scourge (1920)
- Shadows (1920)
- Every Saturday Night (1921)
- Come Seven (1927)
- The Melancholy Dane (1927)
- Alias Mrs. Roberts (1920)